# Tattalanlampi
Tattalanlampi är en sjö i kommunen S:t Michel i landskapet Södra Savolax i Finland. Arean är 41 hektar och strandlinjen är 4,7 kilometer lång. Sjön  ingår i Vuoksens huvudavrinningsområde.   Den ligger nära S:t Michel och omkring 200 kilometer nordöst om Helsingfors. 